# Kay Linaker
Kay Linaker, nata Mary Katherine Linaker e anche nota come Kate Phillips (Pine Bluff, 19 luglio 1913 – Keene, 18 aprile 2008), è stata un'attrice e sceneggiatrice statunitense.

## Filmografia parziale
Attrice
- The Girl from Mandalay, regia di Howard Bretherton (1936)
- La valigia dei venti milioni (Charlie Chan at Monte Carlo), regia di Eugene Forde (1937)
- The Girl from Rio, regia di Lambert Hillyer (1939)
- Charlie Chan a Reno (Charlie Chan in Reno), regia di Norman Foster (1939)
- Kitty Foyle, ragazza innamorata (Kitty Foyle), regia di Sam Wood (1940)
- Charlie Chan e la crociera del terrore (Charlie Chan's Murder Cruise), regia di Eugene Forde (1940)
- War Dogs, regia di S. Roy Luby (1942)

Sceneggiatrice
- Fluido mortale (The Blob), regia di Irvin Yeaworth (1958)